# Wil Hartog
Wil Hartog (Abbekerk, 28 maggio 1948) è un pilota motociclistico olandese ritiratosi dall'attività agonistica nel 1981.

## Carriera
Uno dei "tre grandi" (gli altri erano Jack Middelburg e Boet van Dulmen) del motociclismo olandese, Hartog esordì al GP di Germania del 1972, ritirandosi nella gara della 500. Ottenne i suoi primi punti l'anno successivo. Per rivedere l'olandese classificato nel Mondiale, si dovette attendere il 1975 (6º ad Assen in 350). Il 1976 fu l'anno del suo primo podio, il 3º posto della gara di casa in 500. Nel 1977 il talento del "gigante bianco" (il soprannome che gli derivava dalla sua imponenza - più di un metro e 80 di statura - e dalla sua tuta bianca, ispirata a quella di Kent Andersson) esplose definitivamente, con la vittoria al GP d'Olanda della 500 (su Suzuki) e il decimo posto nella classifica finale. La buona prestazione gli valse un contratto da pilota ufficiale con il team Heron-Suzuki come compagno di squadra di Barry Sheene.
La stagione '78 vide Hartog al 4º posto finale della 500, con 2 vittorie (Belgio e Finlandia) e un secondo posto (Svezia), piazzamento ripetuto nel 1979, con una vittoria (Germania Ovest), un secondo posto (Spagna) e 3 terzi posti (Austria, Paesi Bassi e Gran Bretagna). Nel 1980 Hartog finì 6º in classifica, con una vittoria (Finlandia) e un terzo posto (Germania Ovest).
Si ritirerà improvvisamente dalle competizioni all'inizio della stagione 1981, dopo uno scialbo 9º posto al GP d'Austria e un GP di Germania dove non era riuscito ad andare a punti. Anche suo nipote Rob, ha corso come pilota motociclistico professionista.

## Risultati nel motomondiale

### Classe 250
| 1972 | Classe | Moto   |   |   |   |   |   |   |    |   |   |   |   |   |   |  | Punti | Pos. |
| ---- | ------ | ------ | - | - | - | - | - | - | -- | - | - | - | - | - | - |  | ----- | ---- |
| 1972 | 250    | Yamaha | - | - | - | - | - | - | 14 | - | - | - | - | - | - |  | 0     |      |

| Legenda | 1º posto        | 2º posto            | 3º posto            | A punti      | Senza punti        | Grassetto – Pole position Corsivo – Giro più veloce |
| Legenda | Gara non valida | Non qual./Non part. | Ritirato/Non class. | Squalificato | '-' Dato non disp. | Grassetto – Pole position Corsivo – Giro più veloce |

### Classe 350
| 1973 | Classe | Moto   |   |   |   |   |   |   |     |    |   |   |   |   |  |  | Punti | Pos. |
| ---- | ------ | ------ | - | - | - | - | - | - | --- | -- | - | - | - | - |  |  | ----- | ---- |
| 1973 | 350    | Yamaha | - | - | - | - | - | - | Rit | NE | - | - | - | - |  |  | 0     |      |

| 1975 | Classe | Moto   |   |   |   |   |   |   |   |    |    |   |   |   |  |  | Punti | Pos. |
| ---- | ------ | ------ | - | - | - | - | - | - | - | -- | -- | - | - | - |  |  | ----- | ---- |
| 1975 | 350    | Yamaha | - | - | - | - | - | - | 6 | NE | NE | - | - | - |  |  | 5     | 26º  |

| Legenda | 1º posto        | 2º posto            | 3º posto            | A punti      | Senza punti        | Grassetto – Pole position Corsivo – Giro più veloce |
| Legenda | Gara non valida | Non qual./Non part. | Ritirato/Non class. | Squalificato | '-' Dato non disp. | Grassetto – Pole position Corsivo – Giro più veloce |

### Classe 500
| 1972 | Classe | Moto              |     |  |  |  |  |  |     |  |  |  |  |  |  |  | Punti | Pos. |
| ---- | ------ | ----------------- | --- |  |  |  |  |  | --- |  |  |  |  |  |  |  | ----- | ---- |
| 1972 | 500    | Riemanoc e Yamaha | Rit |  |  |  |  |  | Rit |  |  |  |  |  |  |  | 0     |      |

| 1973 | Classe | Moto   |  |  |  |    |  |  |   |  |  |  |  |  |  |  | Punti | Pos. |
| ---- | ------ | ------ |  |  |  | -- |  |  | - |  |  |  |  |  |  |  | ----- | ---- |
| 1973 | 500    | Yamaha |  |  |  | AN |  |  | 4 |  |  |  |  |  |  |  | 8     | 25º  |

| 1975 | Classe | Moto   |  |    |  |  |  |  |     |  |  |  |  |    |  |  | Punti | Pos. |
| ---- | ------ | ------ |  | -- |  |  |  |  | --- |  |  |  |  | -- |  |  | ----- | ---- |
| 1975 | 500    | Yamaha |  | NE |  |  |  |  | Rit |  |  |  |  | NE |  |  | 0     |      |

| 1976 | Classe | Moto   |  |     |  |    |  |   |  |     |  |  |  |    |  |  | Punti | Pos. |
| ---- | ------ | ------ |  | --- |  | -- |  | - |  | --- |  |  |  | -- |  |  | ----- | ---- |
| 1976 | 500    | Suzuki |  | Rit |  | NE |  | 3 |  | Rit |  |  |  | NE |  |  | 10    | 21º  |

| 1977 | Classe | Moto   |  |    |   |     |    |     |    |   |   |   |     |     |     |  | Punti | Pos. |
| ---- | ------ | ------ |  | -- | - | --- | -- | --- | -- | - | - | - | --- | --- | --- |  | ----- | ---- |
| 1977 | 500    | Suzuki |  | NP | 6 | Rit | NE | Rit | NE | 1 | 7 | 5 | Rit | Rit | Rit |  | 30    | 10º  |

| 1978 | Classe | Moto   |   |   |   |   |   |   |   |   |   |     |     |    |    |  | Punti | Pos. |
| ---- | ------ | ------ | - | - | - | - | - | - | - | - | - | --- | --- | -- | -- |  | ----- | ---- |
| 1978 | 500    | Suzuki | - | 9 | 7 | 5 | 6 | 5 | 1 | 2 | 1 | Rit | Rit | NE | NE |  | 65    | 4º   |

| 1979 | Classe | Moto   |     |   |   |     |   |   |   |    |     |    |   |    |    |  | Punti | Pos. |
| ---- | ------ | ------ | --- | - | - | --- | - | - | - | -- | --- | -- | - | -- | -- |  | ----- | ---- |
| 1979 | 500    | Suzuki | Rit | 3 | 1 | Rit | 2 | 4 | 3 | NP | Rit | 10 | 3 | NE | 18 |  | 66    | 4º   |

| 1980 | Classe | Moto   |     |     |  |    |    |   |   |     |    |   |  |  |  |  | Punti | Pos. |
| ---- | ------ | ------ | --- | --- |  | -- | -- | - | - | --- | -- | - |  |  |  |  | ----- | ---- |
| 1980 | 500    | Suzuki | Rit | Rit |  | NE | 19 | 5 | 1 | Rit | NE | 3 |  |  |  |  | 31    | 6º   |

| 1981 | Classe | Moto   |    |   |    |  |  |    |  |  |  |  |  |  |  |    | Punti | Pos. |
| ---- | ------ | ------ | -- | - | -- |  |  | -- |  |  |  |  |  |  |  | -- | ----- | ---- |
| 1981 | 500    | Suzuki | NE | 9 | 14 |  |  | NE |  |  |  |  |  |  |  | NE | 2     | 23º  |

| Legenda | 1º posto        | 2º posto            | 3º posto            | A punti      | Senza punti        | Grassetto – Pole position Corsivo – Giro più veloce |
| Legenda | Gara non valida | Non qual./Non part. | Ritirato/Non class. | Squalificato | '-' Dato non disp. | Grassetto – Pole position Corsivo – Giro più veloce |